# Amblimation
Amblimation est une société d'animation, spécialisée dans l'animation traditionnelle, filiale de la société de production Amblin Entertainment, active de 1989 à 1997.

## Histoire
Amblimation est une société de production de films et séries télévisées d'animation, fondée en 1989 par Steven Spielberg, Kathleen Kennedy et Frank Marshall. Basée à Londres au Royaume-Uni, elle a produit trois longs-métrages d'animation ainsi que trois séries pour la télévision. 
Son emblème était la souris Fievel Souriskewitz du long-métrage Fievel et le Nouveau Monde.
Le studio est fermé en 1997 ; une partie de ses employés ont alors rejoint DreamWorks Animation, la nouvelle société de production créée par Spielberg.
Un rythme de travail plutôt lent, l'animation fine et au rythme calme ont probablement été à l'origine de la décision de fermer le studio.

## Filmographie

### Longs-métrages
- 1991 : Fievel au Far West (An American Tail: Fievel Goes West)[2].
- 1993 : Les Quatre Dinosaures et le Cirque magique (We're Back! A Dinosaur's Story (film))
- 1995 : Balto

### Télévision
- 1991 : A Wish for Wings That Work  (TV special)
- 1991 : Retour vers le futur
- 1992 : Les Aventures de Fievel au Far West